# La Démission des clercs
La Démission des clercs est un essai du sociologue français Alain Caillé, paru en 1993 et sous-titré La crise des sciences sociales et l’oubli du politique.
L’ouvrage est écrit « en amical hommage à Claude Lefort ». Son titre fait référence à La Trahison des clercs du philosophe Julien Benda (1927).

## Propos
L’auteur se demande pourquoi les spécialistes des sciences humaines et sociales (auxquels les « clercs » du titre font référence) se retirent progressivement des grands débats de société. Il propose une analyse historique et épistémologique de cet abandon, en même temps que des pistes pour que ces disciplines réinvestissent le champ politique et normatif qui leur est propre.
Outre le chapitre 8 — inédit —, l’essai est composé à partir d’articles publiés antérieurement.
À la fin de son introduction, Alain Caillé écrit :

« La seule chose qu’il soit possible de dire de manière assurée des sciences sociales récentes, c’est qu’elles deviennent indescriptibles, inaccessibles à un regard englobant et que donc plus personne ne peut réellement savoir de quoi elles parlent. Disons-le différemment. Si plus personne ne sait ce qu’elles nous disent, si en quelques années s’est opérée une rupture radicale avec les exigences antérieures du savoir, c’est parce que les sciences sociales ont abandonné — sans s’en rendre compte puisqu’elles ne savaient déjà plus qu’elles en entretenaient — toute ambition normative, toute prétention à éclairer le choix des règles de la cité. Elles sont devenues pleinement et fortement, et peut-être irrémédiablement, apolitiques. Et c’est mauvais signe. On espère contribuer ici à les faire sortir de leur léthargie. »

— p.33

## Table des matières
Les nombres entre parenthèses correspondent à la numérotation des pages.

## Réception
« Alain Caillé réussit à rendre compte de cette crise spécifiquement moderne et apporte sa contribution pour une redéfinition nécessaire du rôle et du statut des sciences humaines et sociales. […] L’analyse menée ici ne se contente pas de constater et d’interroger la situation de la crise des sciences sociales, elle pose les jalons d’une redynamisation de la recherche et de la connaissance en s’aidant de nouveaux concepts/outils de réflexion. »
— Emmanuelle Callac ,  « Bibliothèque », Genèses, vol. 21, no 21,‎ 1995, p. 165-166 (ISSN 1155-3219, lire en ligne) 
« Cette volonté de refuser un statut scientifique aux sciences sociales et de les orienter vers le normatif — le politique, dit Caillé, qui confond, semble-t-il, les deux — n’est pas seulement celle de l’auteur. Non plus que le désir de confondre plus ou moins sciences sociales et philosophie politique. À notre avis, Caillé contourne la difficulté, en s’affirmant non scientifique et en se déclarant normatif, mais en faisant, par ailleurs et avec beaucoup de talent, de la sociologie théorique. »
— Louis Moreau de Bellaing ,  « Comptes rendus », L'Homme et la société, vol. 111, no 1,‎ 1994, p. 201-203 (ISSN 2101-0226, lire en ligne) 
« C’est donc à une réhabilitation du politique et du sens que la société se donne à elle-même que notre auteur appelle. […] La critique paraît parfois excessive et la lecture de ce livre n’est pas commode, mais Alain Caillé met le doigt là où ça fait mal : à quoi servent les intellectuels s’ils n’éclairent pas la route que nos sociétés empruntent ? »
—  « La Démission des clercs, Alain Caillé », Alternatives économiques, no 113,‎ janvier 1994 (ISSN 0247-3739, lire en ligne)